# Баалмелек I
Баалмелек I (*'д/н — 449 до н. е.) — цар Кітіон у 479—449 роках до н. е.

## Життєпис
Походив зі знатного фінікійського роду. Невідомо, звідки саме він був: з Кітіона або одного з міст Фінікії. Близько 479 року до н. е. завдяки персам стає царем Кітіона. В подальшому активно допомагав Персії у війні зі Спартою і Афіною. Переважно спрямовував флот. Водночас багато зусиль доклав для відновлення господарства. Відомі його монети із зображенням Геракла (на лицьовій стороні) та лева (на зворотній).
У 449 році до н. е. до Кіпру прибув афінський стратег Кімон, який взяв в облогу місто Кітіон. На допомогу Баалмелеку I рушили перські війська й флот. Але під час облоги цар помер. Новим володарем Кітіона став його син Ашбаал.